# Festuca chimborazensis
Festuca chimborazensis là một loài cỏ thuộc họ Poaceae.
Loài này chỉ có ở Ecuador.